# طائرات دون طيار تونسية
ناس ناس، طائرة بدون طيار من صناعة تونسية يتم تطويرها وبناءها في تونس من خلال شركة تونس للصناعات الجوية (بالإنجليزية: Tunisia Aero Technologies (TAT)) حيث أطلقت أول رحلة تجريبية لها عن طريق طائرة تي أي تي اوسو في أكتوبر 1997، كما استخدمت كهدف جوي في التدريبات العسكرية. أما نسخة طائرة ناس ناس فقد طارت في أغسطس 1998.

## الطائرة التجربية ذات المدى القصير ناس ناس
كانت تونس من أول الدول العربية في دخول عالم صناعة الطائرات بدون طيار سنة 1997، ثم لحقت بها دولة الإمارات العربية المتحدة سنة 2003.
الحجم
- الطول: 2,8 م
- الارتفاع: 1,2 م
- طول الجناح: 3,8 م
- الوزن: 43 كلغ
- الوزن الأقصى عند الإقلاع: 120 كلغ
- منصة الإطلاق: اقلاع عادي أو عن طريق منجنيق
- النزول: نزول عادي أو عن طريق باراشوت
- الاستعمالات: مراقبة واستشعار عن بعد

المردودية
- السرعة: 70 عقدة
- مدة تحليق: 11 ساعة
- مدى التحليق 5000 م
- مدى الطائرة: 200 كلم

نظام الاتصال
- Data Link: LOS Datalink
- التحكم: ذاتي وعبر نظام التموضع العالمي
- الوقود: غير معروف

الحمولة
- كاميرا عادية أو تحت الحمراء
- حمولة 25 كلغ

## طائرة جبل العسة 650
- طول الجناح: 6,5 م
- الطول: 2,8 م
- الارتفاع: 1,3م
- الوزن: 158 كلغ
- الوزن عند الإقلاع: 270 كلغ
- حمولة 55كلغ
- السرعة: 170 كلم في الساعة
- علو التحليق: 5000 م
- مدة التحليق القصوى: 24 ساعة
- المحرك: محرك ديزل قوة 38 حصان بضخ مباشر
- المدى العملياتي: 200 كلم يمكن تمديدها إلى 800 كلم باستعمال وحدات اتصال رادويي
- قامت الطائرة بأول رحلة لها سنة 2004